# Charles Bourdon
Charles Bourdon (* 20. Juli 1847, Paris, getauft: Alexandre Charles Bourdon; † 5. Juni 1933 in Paris) war ein französischer Ingenieur und Offizier der Ehrenlegion.

## Leben und Wirken
Charles Bourdon besuchte die École Centrale des Arts et Manufactures und schloss dort 1871 seine Studien ab.
Er arbeitete von 1872 bis 1873 bei der Eisenbahngesellschaft: Chemin de Fer d'Orléans à Rouen. Danach war er angestellt als Ingenieur bei der "Société Anonyme du Constructions Navale du Havre". Diesen Posten begleitete er von 1873 bis 1876.
Am 31. Dezember 1876 trat er zusammen mit seinem Freund und Hochschulkommilitonen Lucien Corpet in die Gesellschaft "L. Corpet et Ch. Bourdon, mécaniciens et chaudronniers" ein. Diese Gesellschaft produzierte Dampflokomotiven, Dampfkessel und Schiffsantriebe. Die erste Lokomotive der Firma Decauville mit dem Namen Lilliput wurde hier gebaut. In der gemeinsamen Zeit mit Lucien Corpet wurde auch die Lizenz für den Bau von Schwinghebelmaschinen der Bauart Brown erworben. Am 31. Dezember 1879 trat er aus der gemeinsamen Gesellschaft aus – Lucien Corpet blieb alleiniger Gesellschafter. Diese Firma bestand als Dampflokfabrik Corpet, Louvet et Cie bis 1951 weiter.
1880 gründete er sein eigenes Ingenieurbüro, mit dem Ziel der Entwicklung von Material für die öffentlichen Bauvorhaben der Infrastruktur (travaux public) und von Entwicklungen für die Eisenbahn. Mehr als 40 verschiedene Arten von Maschinen wurden in dem Büro entwickelt: Eimerkettenbagger, Lokomotiven, Lokomobile und stationäre Maschinen. Er war als beratender Ingenieur für die Herren Couvreux und Hersent tätig, sowie beriet die "Compagnie universelle du canal interocéanique de Panama" bei der Entwicklung, des, für diese Gesellschaft bestimmten, Materials.
1885 trat er mit zwei Entwürfen zu Dampflokomotiven auf der Ausstellung „Exposition de l’outillage et des travaux publics“ im Louvre hervor. Auch ein von ihm entworfenes Lokomobil auf Normalspur war durch die "Société franco-belge" dort gezeigt worden. Ebenfalls 1885, konstruierte er für die "Société franco-belge" einen Eimerkettenbagger nach den Patenten von Herrn Couvreux aus den Jahren 1882/83.
Ab 1886 arbeitete er mit Prosper Péchot zusammen an der Entwicklung des gesamten Materials für eine Schmalspurbahn mit dem Zwecke des Transports von Material zur Verteidigung und zur Attacke von Plätzen (Kriegsschauplätzen).
1887 erhielt er zusammen mit Prosper Péchot ein Patent über eine Dampflokomotive der Spurweite 60 cm für Feldbahnen. Die Lokomotive Péchot-Bourdon wurde erstmals 1903 in Le Genie Civil im Vergleich mit anderen Konstruktionen für die Schmalspurbahn besprochen.
Er war ebenfalls 1887 Lehrer an seiner ehemaligen Hochschule, der École Centrale des Arts et Manufactures (répetiteur du cours de Machines à vapeur). 1891 machte er zusammen mit L. Chapron Werbung für ein Projekt, das die getrennten Bahnhöfe von Paris miteinander verbinden sollte: Projet de Chemin de fer transversal, in der die Linien nach Lyon, Orléans, Vincennes, dem Osten und dem Norden mit einem Zentralbahnhof verbunden werden sollten.
Ab 1895 war er Mitglied der Redaktion der bedeutendsten Zeitschrift über Technik in Frankreich, im "Comité Supérieur De Rédaction Du Génie Civil". 
Im Jahr 1896 wurde in der Zeitschrift Le Genie Civil ein Dampferzeuger für Dampfheizungen vorgestellt, der aus seiner Feder stammte. Es ist ein Entwurf für eine Dampfheizung mit niedrigem Druck, die verschiedene Anwendungen, auch in der Eisenbahn finden konnte.
1900 war es seine Aufgabe auf der Weltausstellung in Paris den "Service mécanique" für die Ausstellung der mechanischen Produkte zu planen und sicherzustellen. Charles Bourdon war selbst als Konstrukteur vertreten: die Firma H. Brulé et Cie stellte einen von ihm geplanten Dampfmotor mit vierfacher Dampfdehnung und einen von ihm modifizierten Kondensator aus.
Im Jahr 1901 fand im Herbst ein Wettbewerb und Ausstellung von Antrieben mit denaturiertem Alkohol in Paris statt. Charles Bourdon war Präsident der ersten Sektion mit stationären Motoren, Lokomobilen und Motorengruppen.
1918 berichtete Le Genie Civil ausführlich über das System Péchot und die Lokomotive Péchot-Bourdon.
Danach gab es noch eine Erfindung von Charles Bourdon: ein automatischer Öler, frei von Kondensat mit mehrfachem Anschluss, über den 1927 berichtet wurde.
Er starb am 4. Juni 1933 nach langer Krankheit im 86. Lebensjahr in Paris.